# Une femme de ménage
Une femme de ménage è un film del 2002 diretto da Claude Berri.